# 大成修司
大成 修司（おおなり しゅうじ、1961年11月15日 - ）は、日本の俳優、声優。リベルタ所属。広島県出身。関西学院大学経済学部卒業。一時、俳優を辞めてサラリーマンをしていたことがある。2013年「だるまなんだ」で絵本作家デビュー。

## 出演作品

### ドラマ
- なんて素敵にジャパネスク（氷室冴子原作・1986年・日本テレビ)
- おいハンサム!!2 最終話（2024年5月25日、東海テレビ・フジテレビ） - 年越し中継 役

### 舞台
- 曽我廼家の喜劇 (2003年)
- 歌謡曲。2010 (2010年）

### 映画
- 映画女優（市川崑監督）
- 竹取物語（市川崑監督）
- 優駿 ORACIÓN（杉田成道監督）

### CM出演
- HONDA　ビアンタ
- H.I.S．
- コルゲンコーワ
- アシェット・コレクションズ　万年筆
- ハウス食品　ウコンの力
- 日本医師会
- 田崎真珠
- 北日本放送　　　他多数

### 声の出演
【TV-CM】
- TKC全国会
- モルトベーネ
- 大正製薬　デントウェル　　他多数

【R-CM】
- 三菱自動車
- アサヒビール　黒生
- 日本マクドナルド
- ファブリカ
- スズキ自動車　エスクード
- パナソニック　　　他多数

【外画吹替え】
- 炎の英雄シャープ
- 舞台より素敵な生活
- バイオグラフィー（ヴォイスオーバー）　他多数

### 絵本
- だるまなんだ （絵・丸山 誠司）
- アルパカパカパカやってきて （絵・丸山 誠司）
- どっちもね (絵・高畠 純）
- もりのふくろう （絵・おぼ まこと）